# James Douglas, 1. Baronet (of Maxwell)
Sir James Douglas, 1. Baronet Kt (* 1703 in Roxburghshire; † 2. November 1787) war ein britischer Admiral und Politiker.

## Leben
James Douglas entstammte einer Nebenlinie der Familie Douglas und wurde im Jahre 1703 als Sohn von George Douglas († 1753), 7. Laird von Friarshaw in Roxburghshire, und dessen Ehefrau Elizabeth Scott, Tochter des Sir Patrick Scott, 2. Baronet († 1734), geboren.
1753 ehelichte Douglas Helen Brisbane, Tochter des Thomas Brisbane, Laird von Brisbane bei Largs in Ayrshire, mit der er sieben Kinder zeugte, drei Töchter und vier Söhne. Am 16. Oktober 1759 wurde Douglas zum Knight Bachelor geschlagen. Nachdem seine Ehefrau im Jahre 1766 verstorben war, heiratete Douglas 1768 seine zweite Ehefrau Lady Helen Boyle († 1794), Tochter von John Boyle, 2. Earl of Glasgow. Diese Ehe blieb kinderlos.
Am 27. Juni 1786 wurde Douglas der erbliche Adelstitel Baronet, of Maxwell in the County of Roxburgh, verliehen. Er starb am 2. November 1787. Er war Gutsherr von Springwood Park bei Kelso in Roxburghshire, und St. Ola auf Mainland Orkney. Seinen Baronettitel erbte sein ältester Sohn George Douglas (1754–1821) als 2. Baronet.

## Militärischer Werdegang
Obwohl Douglas bereits 1715 in die Royal Navy eintrat, erhielt er erst 1732 ein Offizierspatent als Lieutenant. 1744 wurde er zum Captain befördert. Im Jahre 1746 war Douglas Gouverneur (Commodore-Governor) der Kolonie Neufundland. 1757 war er Mitglied des Militärgerichts, das den Admiral John Byng zum Tode verurteilte. Douglas unterstützte das Urteil und hielt sein Votum vor dem House of Lords aufrecht. Am 16. Oktober 1759 erhielt er einen Ritterschlag als Knight Bachelor, in Anerkennung seiner Beteiligung an der Eroberung von Québec. Er war von 1760 bis 1765 war er Oberbefehlshaber verschiedener Flottenstützpunkte in der Karibik. 1761 führte Douglas die Truppen an, welche Dominica einnahmen. Als Offizier unter Rodney war Douglas an der Eroberung von Martinique und unter Pocock an der Eroberung von Havanna beteiligt. 1762 wurde Douglas zum Rear-Admiral und 1770 zum Vice-Admiral befördert. Von 1773 bis 1776 war er Oberbefehlshaber des Stützpunktes in Portsmouth. 1778 wurde er zum Admiral of the Blue und schließlich 1782 zum Admiral of the White befördert.

## Politischer Werdegang
Mitte des 18. Jahrhunderts gehörten die Inselgruppen der Orkneys und Shetlands zu den Besitztümern der ebenfalls zur Familie Douglas gehörenden Earls of Morton. Im Jahre 1754 installierten sie Douglas als Nachfolger von James Halyburton als Abgeordneten für den Wahlkreises Orkney and Shetland. Auf Grund seiner militärischen Verpflichtungen nahm er jedoch am politischen Geschehen im House of Commons nur selten teil. Obschon er bei den Unterhauswahlen 1761 nicht anwesend war, wurde Douglas für eine weitere Wahlperiode gewählt. Nachdem die Inselgruppen 1766 in den Besitz der Familie Dundas übergingen, wurde Douglas bei den Wahlen 1768 nicht mehr aufgestellt. Sein Nachfolger wurde Thomas Dundas. Douglas konzentrierte sich in der Folge auf seine militärische Karriere und trat nicht mehr zu politischen Wahlen an.

## Nachkommen
Aus seiner ersten Ehe hatte er vier Söhne und drei Töchter, darunter:
- Sir George Douglas, 2. Baronet (1754–1821), Captain der British Army, MP, ⚭ 1786 Lady Elizabeth Boyle († 1801), Tochter des John Boyle, 3. Earl of Glasgow;
- James Douglas (1755–1839), Admiral der Royal Navy, ⚭ (1) 1791 Elizabeth Scott († 1819), ⚭ (2) 1820 Frances Scott († 1840);
- Thomas Douglas (1756–1782), starb in Indien;
- Henry Douglas (1758–1839), Richter in Patna, Indien;
- Isabella Douglas, ⚭ 1782 Sir Henry Hay-Makdougall, 4. Baronet (um 1750–1825).